# پتیا روستوف
پیوتر ایلیچ روستوف (روسی: Петр Ильич Ростов) شخصیتی در رمان جنگ و صلح اثر لئو تولستوی است‌، که در سال ۱۸۶۹ منتشر شد.